# Sunmi
Lee Sun-mi (hangul: 이선미), mer känd som Sunmi, född 2 maj 1992 i Iksan, är en sydkoreansk sångerska, dansare och låtskrivare.
Hon var medlem i tjejgruppen Wonder Girls under två perioder, först från debuten 2007 till 2010 och sedan igen från 2015 till upplösningen 2017. Under tiden utanför Wonder Girls gjorde Sunmi solodebut 2013 med singeln "24 Hours" och år 2014 släppte hon även sitt debutalbum Full Moon.

## Karriär
I augusti 2013 gjorde Sunmi comeback under JYP Entertainment, denna gång som soloartist. Videon till debutsingeln "24 hours" hade premiär den 20 augusti och hon gjorde sitt första liveframträdande två dagar senare i M! Countdown. Singeln släpptes för digital nedladdning den 26 augusti och toppade redan samma dag listorna hos de flesta stora musikförsäljarna i landet. Låtens musikvideo har på Youtube visats fler än tolv miljoner gånger. Singeln debuterade på andra plats på den nationella singellistan Gaon Chart för veckan som slutade den 31 augusti.

## Diskografi

### Album
| Albuminformation                                | Topplacering          |
| Albuminformation                                | Sydkorea (Gaon Chart) |
| ----------------------------------------------- | --------------------- |
| Full Moon (EP-skiva) - Släppt: 17 februari 2014 | 12                    |

### Singlar
| År   | Titel                  | Topplacering          |
| År   | Titel                  | Sydkorea (Gaon Chart) |
| ---- | ---------------------- | --------------------- |
| 2013 | "24 Hours"             | 2                     |
| 2014 | "Full Moon" (ft. Lena) | 2                     |